# Wüstenfelde (Sundhagen)
Wüstenfelde ist ein Ortsteil der Gemeinde Sundhagen im Landkreis Vorpommern-Rügen.

Wüstenfelde zwischen 1880 und 1920

## Geografie und Verkehr
Wüstenfelde liegt 15 Kilometer nordöstlich der Stadt Grimmen, 10 Kilometer südlich von Stralsund und 22 Kilometer nordwestlich von Greifswald. Östlich des Ortes verläuft die vierstreifig ausgebaute Autostraße B 96. Westlich des Ortes verläuft seit 1863 die Bahnstrecke Greifswald–Stralsund und weiter östlich die ehemalige Bundesstraße 96, die jetzige Bundesstraße 105, die sich unweit von Wüstenfelde mit der neuen B 96 vereinigt.

## Geschichte
Die frühzeitige Besiedlung wird durch das bronzezeitliche Hügelgrab von Wüstenfelde archäologisch nachgewiesen.
Im Gegensatz dazu wurde Wüstenfelde nicht in den pommerschen Urkunden bis Mitte des 14. Jahrhunderts aufgeführt. Auch die schwedischen Matrikelkarten von 1696 kennen den Ort nicht.
Erst im preußischen Urmesstischblatt (PUM) von 1835 taucht der Ortsname auf. Dort ist ein größerer Hof mit Park aufgezeichnet. Das kuriose ist hierbei, dass im Ort keine Wohnbebauungen außer dem Gut zu finden sind. Dafür ist der später wüst gefallene Ort Blankenhagen als zugehöriger Wohnplatz für das Gut Wüstenfelde entstanden.
1871 hatte Wüstenfelde, als Vorwerk bezeichnet, 5 Wohnhäuser mit 8 Haushaltungen und 49 Einwohner, 1867 waren es nur 43. Alle waren Mitglied der evangelischen Konfession.
Das Messtischblatt (MTB) von 1880 zeigt ein großes Gut mit nordöstlichem Park.
Seit 1896 wurde Wüstenfelde durch die Bahnstrecke Greifswald–Grimmen–Tribsees gut an das Verkehrsnetz angebunden. Es erhielt auf Betreiben von Charlotte von Bismark-Bohlen auf Gut Niederhof um 1900 einen eigenen Bahnhof. Der Wohnplatz von Wüstenfelde, der bislang in dem inzwischen wüst gefallenen Ort Blankenhagen bestand, wurde nach hier verlegt. Diesen Zustand zeigt das MTB von 1920.
Nach dem Zweiten Weltkrieg und der Bodenreform in der Sowjetischen Besatzungszone wurde die Struktur des Dorfes verändert. Zwei Wirtschaftsgebäude bleiben erhalten, Herrenhaus und Park wurden abgeräumt und dort und an der Bahnstrecke dafür Neubauernhöfe gebaut.
Am 1. Juli 1950 wurde Wüstenfelde nach Brandshagen eingemeindet.
Brandshagen schloss sich am 7. Juni 2009 mit den Gemeinden Behnkendorf, Horst, Kirchdorf, Miltzow, Reinberg und Wilmshagen zur neuen Gemeinde Sundhagen zusammen.

## Sehenswürdigkeiten
- Bahnhof und Restgut

→ Siehe auch Liste der Baudenkmale in Sundhagen